# Clorur d'actini
Clorur d'actini(III) és un compost químic que conté l'element radiocatiu rar actini. Té la fórmula AcCl₃. El seu pes molecular és 333.378 g/mol.

## Reaccions
AcCl₃ + H₂O → AcOCl + 2 HCl

## Síntesi
4 Ac(OH)₃ + 3 CCl₄ → 4AcCl₃ + 3CO₂ + 6H₂O.

## Propietats
- Fórmula molecular : AcCl₃
- Color : Blanc
- Presentació : Sòlid criastal·lí
- Punt de fusió : 1051°C
- Densitat : 4810 kg m−3
- Pes molecular : 333.378 g/m ol[3]